# Morti nel 1346
| Questa pagina contiene informazioni ricavate automaticamente dalle voci biografiche con l'ausilio del template Bio e di un bot. L'aggiornamento è periodico e automatico e ricostruisce completamente la pagina. Se manca una persona in questa lista, sei pregato di non aggiungerla, ma accertati piuttosto che la sua voce biografica contenga il template Bio e che i dati anagrafici siano correttamente compilati. Se il template Bio manca, inseriscilo tu stesso o, in alternativa, metti l'avviso {{tmp\|Bio}} che ne segnala la mancanza. Se i dati riportati sono sbagliati, correggi direttamente la voce biografica; le modifiche saranno visibili in questa lista entro pochi giorni. Per chiarimenti vedi il progetto biografie. La lista contiene solo le 27 persone che sono citate nell'enciclopedia e per le quali è stato implementato correttamente il template Bio. Pagina aggiornata al 10 ago 2025. |

- 28 marzo - Venturino da Bergamo, religioso italiano (n. 1304)
- 15 maggio - Enrico I di Świdnica, nobile
- 2 luglio - Matilde di Baviera, principessa tedesca (n. 1313)
- 15 luglio - Tommaso Guasco, religioso italiano (n. 1283)
- 10 agosto - Filippo di Borgogna, conte (n. 1323)
- 26 agosto - Carlo II d'Alençon, condottiero francese (n. 1297)
- 26 agosto - Giovanni I di Boemia, re (n. 1296)
- 26 agosto - Luigi I di Fiandra, conte (n. 1304)
- 26 agosto - Luigi I di Blois-Châtillon, nobile
- 26 agosto - Rodolfo di Lorena, duca francese (n. 1320)
- 23 settembre - Ulrico II di Hanau, nobile tedesco (n. 1288)
- 5 ottobre - Raimondo Guglielmo des Fargues, cardinale francese
- 17 ottobre - John Randolph, III conte di Moray, nobile e militare scozzese
- 14 novembre - Ostasio I da Polenta, nobile italiano
- 27 novembre - Gregorio del Sinai, monaco cristiano bizantino
- Ainardo di Vigo, politico italiano
- Giorgio V di Georgia, re
- Caterina II di Valois, sovrana (n. 1301)
- Costanza d'Aragona, principessa (n. 1318)
- Pietro Guglielmi, vescovo cattolico italiano
- John Baconthorpe, religioso e filosofo britannico (n. 1290)
- Bernardo di Ravensberg, nobile tedesco
- Teodesco, vescovo cattolico italiano
- Alfonso di Valladolid, medico spagnolo (n. 1270)
- Helion de Villeneuve, francese
- Zhou Daguan, diplomatico cinese (n. 1266)
- Filippa da Catania, italiana